# Історичні столиці Китаю

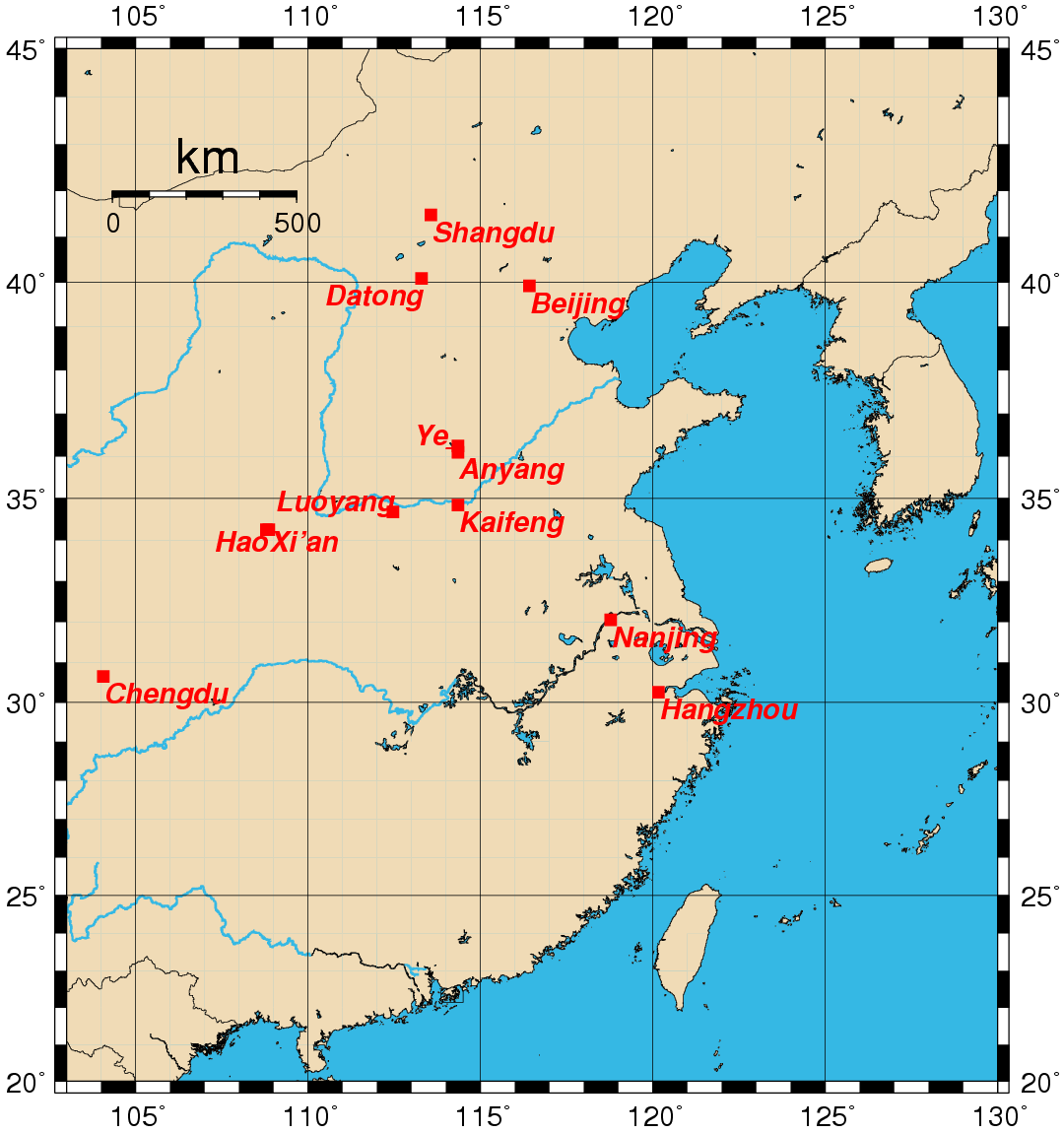
Історичні столиці (до XX століття)

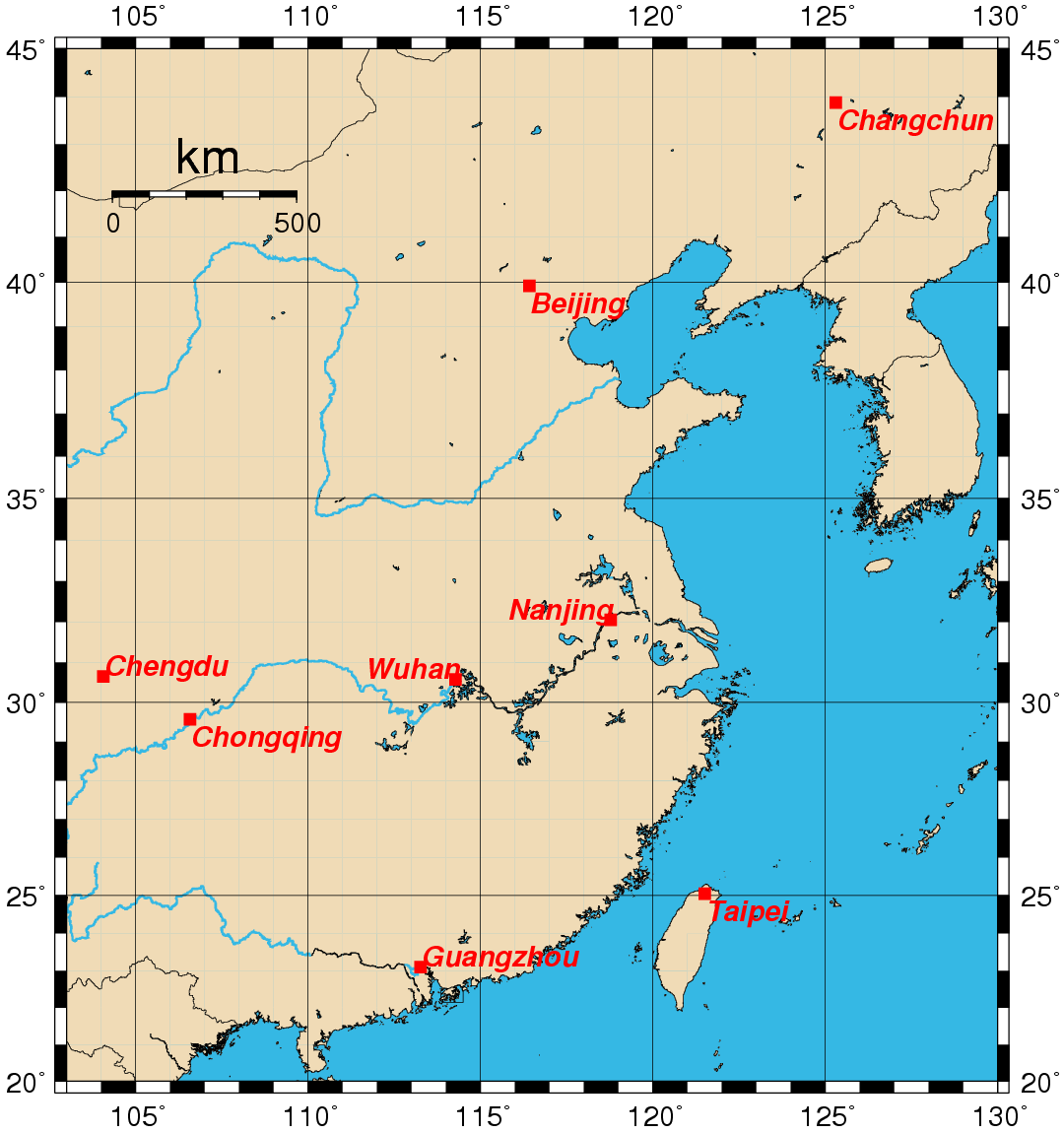
Історичні столиці (з XX століття)

У традиційній китайській історіографії визнавалися чотири великі стародавні столиці: Пекін (династії Мін і Цін), Нанкін (династія Мін), Чан'ань (сучас. Сіань, династії Чжоу, Цінь, Хань, Суй, Тан) та Лоян (династії Чжоу, Пізня Хань і Вей). 
Назви «Пекін» та «Нанкін» означають «Північна столиця» та «Південна столиця» відповідно. Назва «Західна столиця»  (西京 Хījīng) була у вжитку кілька разів: щодо міста Чан'ань (Східна Хань), Лоян (за династії Тан) та місто Датун часів Ляо.
У XX столітті список великих столиць Китаю був розширений до семи міст шляхом додавання Кайфена (столиці династії Сун), Ханчжоу (столиці династії Південна Сун) та Аньяна (столиці династії Шан). 

## Давнішня історія
Сучасний науковець Марія Хаютіна стверджує, що за часів Західної Чжоу (1046-771 до н.е.) царські резиденції не мали політичних функцій столиць у тому сенсі, що цей термін отримав пізніше. Найвідомішими резиденціями Чжоу були "парне місто" Фен-Хао (інша назва - Цзунчжоу, біля сучасного міста Сіань), Лої (сучасний Лоян). Згідно археологічним дослідженням, ще одна важлива резиденція знаходилася біля гори Цішань. Слово цзін 京 позначало "високу будівлю" чи "пагорб" та відносилося до будь-якої з резиденцій вана (Хаютіна, 20.).